# LiHtösen
LiHtösen, Linköpings Studentsångerskor, är en fyrstämmig damkör vid Linköpings universitet. Kören grundades 1978 och är därmed den äldsta damkören vid universitet. LiHtösen har en blandad repertoar och sjunger allt från pop och schlager till klassiskt och visa. Dirigent sedan våren 2025 är Tina Ternstedt. 
LiHtösen sjunger gärna för både företag och studenter, både längre sjungningar och kortare gyckel. Varje termin avslutas med en större konsert och på lucia ställer LiHtösen gärna upp med luciatåg. Bland konserter vi minns finns bl.a. vårkonserten "Vampigt och Vågat" tillsammans med Babben Larsson.
Kören består av ca 30 töser och nya sångerskor antas i början av varje termin. Alla som är intresserade av att söka till kören kan komma och prova hur det känns att sjunga i LiHtösen på något av de öppna rep som hålls varje termin. Under våren 2015 framtogs en ny motion om att för att undvika diskriminering bör stadgans formulering om att endast kvinnor får söka till kören ändras. I de nya stadgarna står ”För att antagas ska den sökande uppfylla föreningens musikaliska krav och vid uppträdande följa gällande körklädsel”.  

## Arrangemang

### Julkonserter
- Kom i julstämning - LiHtösen sjunger Carols (2010)
- LiHtösen sjunger in julen (2013)
- Julkonsert på Gamla Linköpings julmarknad (2015)

### Vårkonserter
- Starka kvinnor och ljuvliga töser (2010)
- LiHtösen 35 år - Jubileumskonsert (2013)
- VÅR KONSERT - LiHtösen sprider vårkänslor (2014)
- LiHtösens vårkonsert - Gammal och nytt, ingenting mitt emellan (2015)

### Höstkonserter
- LiHtösen 15 år - Jubileumskonsert med Björn SKifs (1993)

## Dirigenter
- 1991-1995: Andreas Boozon
- 1997-2003: Gunnel Davidsson
- 2003-2004: Andreas Boozon
- 2004: Juha Takkinen
- 2005: Elin Engström
- 2005-2012: May Kristing Heldal
- 2012-2024 : Martin Uddén
- 2025- Tina Ternstedt